# Theodor Schiemann
Theodor Schiemann, född 17 juli (gamla stilen: 5 juli) 1847 i Grobin, Kurland, död 26 januari 1921 i Berlin, var en balttysk historiker.
Schiemann blev 1883 stadsarkivarie i Reval, 1887 docent samt 1892 e.o., 1902 ordinarie honorarie- och 1906 ordinarie professor i (östeuropeisk) historia vid Berlins universitet samt är direktor för seminariet för östeuropeisk historia där. Åren 1889-92 var han även arkivarie vid preussiska Geheimestatsarkivet. Från sin professur tog han avsked 1914 eller 1916 (uppgifterna växlar). 
Schiemann var några månader 1918 under den tyska ockupationen av Estland kurator för Dorpats universitet och ledde de av Tysklands nederlag i första världskriget avbrutna förberedelserna för universitetens omgestaltning. Under många år, till hösten 1914, skrev han de utrikespolitiska veckoöversikterna i "Kreuzzeitung" och gav där ofta uttryck åt den motvilja han som född balt och från östersjöprovinserna fördriven ämbetsman kände för den ryska politiken. På uppfattningen i ledande tyska kretsar inverkade han avsevärt genom detta skriftställen, och Vilhelm II av Tyskland inhämtade ofta hans mening om östeuropeiska frågor. 
Bland Schiemanns arbeten kan nämnas Revals Beziehungen zu Riga und Russland in den Jahren 1483-1505 (1885), Geschichte Russlands, Livlands und Polens bis in 17. Jahrhundert (två band, i Wilhelm Onckens "Allgemeine Geschichte", 1885-89), Deutschland und die große Politik (14 band, 1901-15), Geschichte Russlands unter Kaiser Nikolaus I (fyra band, 1904-19). Han utgav bland annat "Die älteste schwedische Kataster Liv- und Estlands" (1882), "Bibliothek russischer Denkwürdigkeiten" (sju band, 1893-95) och flera av Viktor Hehns efterlämnade skrifter samt var en av redaktörerna för den 1910 uppsatta "Zeitschrift für osteuropeische Geschichte".